# Akwitania
Akwitania (fr. Aquitaine) – kraina historyczna i dawny region administracyjny we Francji, położony na wybrzeżu atlantyckim w południowo-zachodniej części kraju. Region graniczył z Hiszpanią oraz regionami: Poitou-Charentes, Limousin i Midi-Pireneje.
W latach 1982–2015 Akwitania stanowiła region administracyjny, z początkiem 2016 roku weszła w skład regionu Nowa Akwitania.
Region dzielił się na pięć departamentów: Dordogne, Żyrondę, Landy, Lot i Garonnę i Pireneje Atlantyckie.
Najważniejszymi miastami obok siedziby Rady Regionalnej – Bordeaux (217,0 tys. mieszk.) – były Pau (79,4), Mérignac (62,5), Pessac (56,6), Bajonna (40,4), Talence (37,5), Anglet (35,5), Mont-de-Marsan (30,7), Agen (30,6), Biarritz (30,3) oraz Périgueux (30,0).
Południową część regionu zamieszkuje mniejszość baskijska.

## Historia
Nazwa Akwitania wywodzi się z języków celtyckich. Została przyjęta do łaciny jako Aquitania. Autorem jednej z pierwszych wzmianek o tej krainie jest Cezar, który wymienia ją w Commentarii de bello Gallico jako jedną z trzech głównych części Galii.
Za czasów Imperium rzymskiego Akwitania była częścią prowincji Gallia. W IV wieku była podzielona na trzy prowincje: Aquitanica prima, Aquitanica secunda i Novempopulanam. Ta ostatnia początkowo obejmowała dziewięć miast. Rozwiązły tryb życia ówczesnych mieszkańców Akwitanii był przedmiotem ostrej krytyki Salwiana. Od 413 we władaniu Wizygotów.
W średniowieczu była księstwem, które wraz ze zmianami władców poszerzała swój obszar o ziemie Poitiers, Owernii, Tuluzy oraz Gaskonii. W roku 507, po bitwie pod Vouillé przeszła pod panowanie Franków. W 732 roku wskutek Bitwy nad Garonną przejściowo pod panowaniem arabskim. Od 781 roku w unii personalnej z Państwem frankijskim pod zwierzchnictwem Karolingów. W XII-XIV wieku pod zwierzchnictwem angielskim, następnie, do czasów współczesnych, część Francji.

## Gospodarka
Jeden z głównych w kraju ośrodków uprawy winorośli i tytoniu. Ponadto uprawia się pszenicę i kukurydzę oraz hoduje się bydło i drób.
Wydobycie gazu ziemnego w Lacq. Przemysł petrochemiczny, lotniczy (w Bordeaux i Anglet), drzewny (Landy) oraz winiarski. Niedaleko miasta Blaye, w gminie Braud-et-Saint-Louis, na brzegu Żyrondy, około 45 km od Bordeaux znajduje się elektrownia jądrowa Blayais.
Duże znaczenie ma też turystyka.
Na terenie Akwitanii znajdują się dwa parki regionalne (Regionalny Park Przyrody Landów Gaskonii i Park Regionalny Périgord-Limousin) i park narodowy (Park Narodowy Pirenejów). Najważniejsze rzeki na tym terenie to Garonna, Dordogne, Adour.

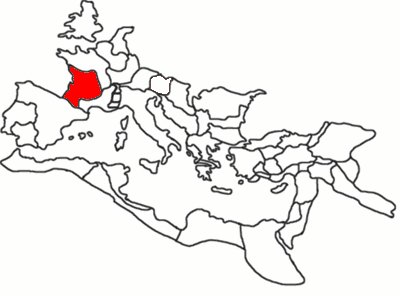
Akwitania jako prowincja Imperium rzymskiego